# Came (Lima)
Came es una localidad peruana ubicada en el distrito de Huancapón, perteneciente a la provincia de Cajatambo del departamento de Lima, al centro oeste del Perú. 

## Ubicación
Came se ubica al norte de la provincia de Cajatambo, en el distrito de Huancapón, en el departamento de Lima.

## Demografía
En 2017 Came tenía una población de 1 habitante y 3 viviendas.
| Gráfica de evolución demográfica de Came entre 1993 y 2017 |
|                                                            |
| Fuentes: Población 1993 y 2017                             |